# Dave Khodabux
Dave Khodabux (* 18. Oktober 1985) ist ein niederländischer Badmintonspieler. 

## Karriere
Dave Khodabux wurde 2003 Dritter bei der Junioren-Europameisterschaft im Herrendoppel mit Ruud Bosch. 2010 wurde er niederländischer Meister im Mixed mit Samantha Barning. 2010 und 2011 nahm er an den Badminton-Weltmeisterschaften teil.

## Sportliche Erfolge
| Saison | Veranstaltung                      | Disziplin    | Platz | Name                               |
| ------ | ---------------------------------- | ------------ | ----- | ---------------------------------- |
| 2003   | Junioren-Europameisterschaft       | Herrendoppel | 3     | Ruud Bosch / Dave Khodabux         |
| 2010   | Niederländische Meisterschaft      | Mixed        | 1     | Dave Khodabux / Samantha Barning   |
| 2011   | Slovak International               | Herrendoppel | 1     | Dave Khodabux / Jorrit de Ruiter   |
| 2012   | Niederlande: Einzelmeisterschaften | Mixed        | 1     | Dave Khodabux / Selena Piek        |
| 2012   | Spanish International              | Herrendoppel | 1     | Dave Khodabux / Jorrit de Ruiter   |
| 2013   | Suriname International             | Herrendoppel | 1     | Dave Khodabux / Joris van Soerland |
| 2013   | Suriname International             | Mixed        | 1     | Dave Khodabux / Elisa Piek         |